# Acrossus jedlickai
Acrossus jedlickai är en skalbaggsart som beskrevs av Vladimir Balthasar 1932. Acrossus jedlickai ingår i släktet Acrossus och familjen Aphodiidae. Inga underarter finns listade i Catalogue of Life.